# 碧莎·K·阿里
碧莎·K·阿里（英語：Bisha K. Ali，1989年3月17日—） 是一名巴基斯坦裔英國獨角喜劇演員和編劇。她是Disney+的網路電視影集的首席編劇。

## 職業生涯
碧莎·阿里出生於巴基斯坦家庭。她曾擔任過數據科學家和家暴護工，之後轉而從事獨角喜劇。2012年，她參加皇家宮廷劇院的青年作家計畫。她的劇本《圖書俱樂部》（Book Club）是為天空的多樣性倡議而寫的，被Tiger Aspect Productions所選中。後來她為《性愛自修室》系列撰寫了更多材料。
阿里的第一個主要編劇角色是2019迷你影集《四個婚禮一個葬禮》，與敏蒂·卡靈合作。2019年，漫威宣布她成為即將為Disney+推出的網路電視影集的首席編劇。她也是漫威影業電視劇《洛基》的編劇。
阿里曾為撰稿，並與黛博拉·弗朗西斯-懷特共同主持《The Guilty Feminist》播客，以及為BBC廣播四台主持《GrownUpLand》。

## 影視作品
| 年份 | 標題                 | 職位 | 職位   | 備註                                         |
| 年份 | 標題                 | 編劇 | 製片人 | 備註                                         |
| ---- | -------------------- | ---- | ------ | -------------------------------------------- |
| 2019 | 《性愛自修室》       | 否   | 否     | 額外材料                                     |
| 2019 | 《四個婚禮一個葬禮》 | 是   | 否     | 集數：「Game Night」                         |
| 2021 | 《洛基》             | 是   | 否     | 集數：「拉曼提斯」；兼故事執行編輯和故事編輯 |
| 2022 | 《The Baby》         | 否   | 是     | 顧問製片人                                   |
| 2022 | 《》                 | 是   | 執行   | 首席編劇（1集）                              |
| 2023 | 《黑鏡》             | 是   | 執行   | 集數：「惡魔79」                             |
| TBA  | 《Century Goddess》  | 是   | 否     | [ 7 ]                                        |

## 外部連結
- BAFTA Elevate 簡介 （页面存档备份，存于）
- 碧莎·K·阿里在互联网电影资料库（IMDb）上的資料（英文）